# Olle Åkerlund
Pour les articles homonymes, voir Åkerlund.
Olle Erik Curys Åkerlund, né le 28 septembre 1911 à Göteborg et mort le 4 février 1978 à Stockholm, est un skipper suédois.

## Carrière
Olle Åkerlund est sacré champion olympique de voile aux Jeux olympiques d'été de 1932, terminant premier de la course de classe 6 Metre, à bord du Bissbi avec Tore Holm, Åke Bergqvist et Martin Hindorff.